# John Seely
John Seely est un compositeur américain né le 23 août 1923 dans le comté d'Alameda, Californie (États-Unis), décédé le 23 avril 2004 à Oakland (États-Unis).

## Filmographie
- 1958 : Weasel While You Work
- 1959 : The Hideous Sun Demon
- 1959 : Denis la petite peste ("Dennis the Menace") (série télévisée)
- 1960 : Insight (série télévisée)
- 1960 : The Bugs Bunny Show (série télévisée)
- 1968 : The Bugs Bunny/Road Runner Hour (série télévisée)
- 1976 : The Sylvester & Tweety Show (série télévisée)
- 1985 : The Bugs Bunny/Looney Tunes Comedy Hour (série télévisée)
- 1986 : The Bugs Bunny and Tweety Show (série télévisée)
- 1990 : Merrie Melodies: Starring Bugs Bunny and Friends (série télévisée)
- 1995 : That's Warner Bros.! (série télévisée)